# Diocesi di Privata
La diocesi di Privata (in latino: Dioecesis Privatensis) è una sede soppressa e sede titolare della Chiesa cattolica.

## Storia
Privata, nell'odierna Algeria, è un'antica sede episcopale della provincia romana della Mauritania Sitifense.
Unico vescovo conosciuto di questa diocesi africana è Adeodato, il cui nome appare al 31º posto nella lista dei vescovi della Mauritania Sitifense convocati a Cartagine dal re vandalo Unerico nel 484; Adeodato, come tutti gli altri vescovi cattolici africani, fu condannato all'esilio.
Dal 1933 Privata è annoverata tra le sedi vescovili titolari della Chiesa cattolica; dal 31 maggio 2024 il vescovo titolare è Louis-Jean Sander, vescovo ausiliare di Port-au-Prince.

## Cronotassi

### Vescovi residenti
- Adeodato † (menzionato nel 484)

### Vescovi titolari
- John Atcherley Dew (1º aprile 1995 - 24 maggio 2004 nominato arcivescovo coadiutore di Wellington)
- Jérôme Daniel Beau (1º giugno 2006 - 25 luglio 2018 nominato arcivescovo di Bourges)
- Alexandre Joly (14 dicembre 2018 - 11 dicembre 2021 nominato vescovo di Troyes)
- Louis-Jean Sander, dal 31 maggio 2024